# Gamret Sidi Mahrous
Gamret Sidi Mahrous, littéralement La Lune de Sidi Mahrous, est une série télévisée tunisienne en langue arabe, en quinze épisodes de 50 minutes basée sur un scénario d'Ali Louati, réalisée par Slaheddine Essid, et diffusée durant le mois de ramadan 2002 sur Tunisie 7.
La trame historique de la série se déroule durant le protectorat français de Tunisie, entre 1942 et l'indépendance de la Tunisie en 1956.
Elle atteint un record sur le plan des coûts de production d'une série tunisienne avec 1,14 million de dinars de budget. Elle a mobilisé une centaine de comédiens.

## Synopsis
Mahmoud Saber est un médecin-chirurgien d'origine modeste, né dans un village du Sahel tunisien et élevé dans un couvent de sœurs catholiques ; il est marié à une Française et père d'une petite fille.
Séparé de sa femme, il retourne en Tunisie et pratique son métier dans la clinique du docteur Abdallah Souilah, notable attaché à la France et marié à une fille de policier corse, Marcelle Souilah née Pascalini. Leur fille Sabiha souhaite épouser Hamda Srairi, anesthésiste dans la clinique et militant clandestin du Néo-Destour, mais celui-ci la rejette. Elle se tourne alors vers Saber et l'épouse. Ce dernier, emprisonné quelques jours par les troupes nazies qui occupent le pays, perd ses diplômes mais continue à pratiquer son métier avec l'accord du docteur Souilah. C'est alors que Salem Mardoum, infirmier dans la clinique et amant de Marcelle Souilah, dénonce à la police le travail illégal de Saber, de même que l'activité militante de son gendre Hamda marié à sa fille Lilia ; celui-ci est condamné à vingt ans de travaux forcés et ne sort de prison qu'à l'avènement de l'indépendance, alors que Saber et Sabiha divorcent à la suite du mensonge de Salem selon lequel Saber avait une relation avec Lilia. Salem Mardoum et Marcelle Souilah sont finalement assassinés par Mokhtar, fils adoptif et chauffeur du docteur Abdallah Souilah.
De leur côté, les Mahrous sont une famille maraboutique de l'ancienne bourgeoisie tunisoise : Mamiya Mahrous est l'administratrice (mqadma) de la zaouïa de Sidi Mahrous, un saint enterré dans une chambre (kbou) de la demeure familiale, une vaste maison de style arabo-musulman. Elle a un fils, Abdelmajid, alcoolique, soumis et complexé, un frère, Baccar, secrétaire de profession, et une sœur ainée, Zneikha qui aime Abdelmajid comme son fils. Mamiya est en conflit avec Abdallah Souilah qui considère que la zaouïa concurrence sa clinique.
Dalila, une belle jeune fille pauvre, et sa mère sourde et muette, Aziza, sont renvoyés de la maison de Fadhila Naouali, épouse d'un riche commerçant, Salah Naouali. Baccar Mahrous les accueille alors chez lui mais, harcelée sexuellement par Abdelmajid Mahrous, Dalila finit par quitter la maison avec sa mère pour se rendre chez Zohra, une femme modeste qui loue une chambre dans une maison appartenant à Fadhila Naouali. Dalila commence alors à démontrer des élans mystiques, conduisant les femmes de la ville à lui rendre visite. À la suite de ces événements, Baccar Mahrous demande à Mahmoud Saber de consulter Dalila, qui tombe amoureuse de lui.
Fadhila, voulant profiter de cette situation nouvelle, offre une chambre à Dalila et à sa mère. Abdelmajid, amoureux de Dalila, souhaite l'épouser mais sa mère refuse dans un premier temps, en raison de la condition et des origines très modestes de la jeune fille, mais finit par accepter. Maltraitées par Fadhila, Dalila et Aziza sont accueillies chez les Mahrous et Dalila se fiance avec Abdelmajid. Cependant, Bouraoui El Hnach, vagabond enrichi pendant la Seconde Guerre mondiale, veut également épouser Dalila et harcèle donc Abdelmajid, ce qui n'empêche pas le couple de se marier. Une nuit, alors qu'ils rentrent d'un café chantant, Mamiya Mahrous les renvoie de sa maison. Abdelmajid arrête alors l'alcool, loue une petite maison et commence à travailler avec Mokded, un ancien serveur d'origine rurale modeste, devenu comptable chez Fadhila après la mort de son mari.
L'emprisonnement de Saber cause du chagrin à Dalila ; Abdelmajid la frappe alors, causant la perte de l'enfant qu'elle portait depuis huit mois. Le couple finit par retourner dans la maison des Mahrous et Abdelmajid par rallier les fellagas dans la montagne où il meurt en martyr. Saber décide de déclarer son amour à Dalila qui, en s'évanouissant, lui demande de la quitter. Mamiya paralysée, c'est finalement Dalila qui devient la mqadma de la zaouïa. Née d'un père inconnu, il s'avère finalement qu'elle est la fille biologique d'Abdallah Souilah. Mahmoud Saber quitte quant à lui la Tunisie.
Fadhila, devenue veuve, insiste pour épouser Mokded malgré leur différence d'âge mais Mokded fait la connaissance de Hallouma, fille de Zohra, et tous deux tombent amoureux. Mokded s'enfuit avec Hallouma la nuit de ses noces avec Fadhila, qui se remarie avec Bouraoui El Hnach.

## Distribution

### Acteurs principaux
- Fethi Haddaoui : Mahmoud Saber, médecin-chirurgien tunisien
- Lotfi Dziri : Dr Abdallah Souilah, propriétaire d'une clinique
- Mouna Noureddine : Mamiya Mahrous, administratrice d'une zaouïa
- Hassen Khalsi : Baccar Mahrous, frère de Mamiya
- Feriel Graja : Dalila Mahrous, belle-fille de Mamiya
- Jamel Sassi : Abdelmajid Mahrous, fils de Mamiya et époux de Dalila
- Wajiha Jendoubi : Sabiha Souilah, fille du Dr Souilah
- Fethi Mselmani : Hamda Srairi, nationaliste et anesthésiste à la clinique
- Samia Rhaiem : Marcelle Pascalini, épouse française du Dr Souilah
- Ali Bennour : Salem Mardoum, anti-nationaliste et infirmier à la clinique
- Rim Riahi : Lilia Mardoum, fille de Salem et épouse de Hamda
- Younes Ferhi : Mokded, nationaliste et serveur au café Ben Aïssa
- Amel Baccouche : Zneïkha Mahrous, sœur de Mamiya et Baccar
- Aziza Boulabiar : Aziza, mère de Dalila, sourde-muette
- Leila Chebbi : Fadhila Naouali, une des notables tunisoises
- Ali Mosbah : Mannoubi, réceptionniste dans la clinique de Souilah
- Slah Msadek : Mustapha, boucher nationaliste moncéfiste
- Issa Harrath : El Aïech, voyant ambulant, nationaliste moncéfiste
- Kaouther Belhaj : Hallouma, amie intime de Dalila
- Mohamed Daghmen : Youssef, avocat et ami de Mokded
- Slim Mahfoudh : Bolbol, client au café Ben Aïssa
- Sihem Msadek : Saïda, infirmière dans la clinique de Souilah
- Martine Gafsi : Thérèse Mardoum, épouse française de Salem
- Khadija Ben Arfa : Mannoubia, voisine des Mahrous
- Anissa Lotfi : Zohra, mère de Hallouma
- Hammadi Whaibi : Bouraoui El Hnach, vagabond enrichi
- Abdelghani Ben Tara : Salah Naouali, époux de Fadhila
- Tawfik Bahri : Jalloul, anti-nationaliste

### Acteurs secondaires
- Mourad Karrout : Hattab, ami de Baccar Mahrous, nationaliste
- Kamel Ghanmi : Hédi, ami de Baccar Mahrous, nationaliste
- Alaeddine Ayoub : Taïeb Ben Jabrallah, père adoptif de Dalila
- Nabil Mihoub : Jaco, ami français de Mahmoud Saber
- Christian Prignon : Commissaire français
- Hédi Zoghlami : Ben Aïssa, propriétaire d'un café
- Alberto Canova : Juge français
- Belhassen Khedher : Patient chez le Dr Souilah
- Lazhari Sbaï : Raïes, gardien de la clinique de Souilah
- Rezgui Ouni : Mokhtar, chauffeur du Dr Souilah
- Houda Ben Amor : Khira, fille de Zohra et sœur de Hallouma
- Zouhaier Rais : Miloud, banquier franco-algérien
- Mokhtar Louzir : Avocat de Mahmoud Saber
- Hichem Rostom : Avocat français
- Abderrazzak Hammami : Juge français
- Malika Hachemi : Mère de Hamda Srairi
- Wahid Megdiche : Saïd, époux de Zohra et père de Khira et Hallouma
- Naziha Youssef : Warda, domestique du Dr Souilah
- Habib Zrafi : commissaire tunisien anti-nationaliste
- Abdessalem Tounsi : Dr Chahed, médecin et ami du Dr Souilah

## Fiche technique
- Réalisateur : Slaheddine Essid
- Scénario et dialogues : Ali Louati
- Musique du générique : Tahar Guizani
- Décoratrice : Alia Bouderbala Beschaouch

## Récompenses
Le feuilleton remporte, à Alger, le prix du meilleur sitcom maghrébin lors de la troisième édition des Fennecs d'Or, organisée le 19 février 2006. Ce prix est introduit lors de cette cérémonie, Gamret Sidi Mahrous étant la première réalisation à le décrocher.
La série avait été diffusée par la télévision algérienne quelques mois auparavant.